# Mistrovství Československa v orientačním běhu 1975
Mistrovství Československé socialistické republiky v orientačním běhu proběhlo v roce 1975 ve třech individuálních a jedné týmové disciplíně.

## Mistrovství ČSSR jednotlivců (klasická trať)
| Datum závodu   | 20. 9. 1975    |  | Místo konání    | Rajnochovice - Košovy • aréna |  | Pořadatel       | KOB Směr Kroměříž              |
| Ředitel závodu | Alois Pospíšil |  | Hlavní rozhodčí | Pavel Škopík                  |  | Stavitelé tratí | Zdeněk Úlehla, Jaromír Malcher |
| Název mapy     | Košovy         |  | Web závodu      |                               |  | Výsledky závodu |                                |

| Zkrácené výsledky             | Zkrácené výsledky       | Zkrácené výsledky                 | Zkrácené výsledky       | Zkrácené výsledky       | Zkrácené výsledky | Zkrácené výsledky       | Zkrácené výsledky                 | Zkrácené výsledky       | Zkrácené výsledky       |
| Pořadí                        | H21 – muži              | H21 – muži                        | H21 – muži              | H21 – muži              | Pořadí            | D21 – ženy              | D21 – ženy                        | D21 – ženy              | D21 – ženy              |
| ----------------------------- | ----------------------- | --------------------------------- | ----------------------- | ----------------------- | ----------------- | ----------------------- | --------------------------------- | ----------------------- | ----------------------- |
| Zlatá medaile                 | Zdeněk Lenhart          | VŠZ Brno                          | 1:15:22                 |                         | Zlatá medaile     | Anna Handzlová          | TJ TŽ Třinec                      | 1:00:43                 |                         |
| Stříbrná medaile              | Jiří Ticháček           | VŠZ Brno                          | 1:15:50                 | +0:28                   | Stříbrná medaile  | Dana Ticháčková         | VŠZ Brno                          | 1:03:04                 | +2:21                   |
| Bronzová medaile              | Jiří Sýkora             | TJ Opava                          | 1:16:10                 | +0:48                   | Bronzová medaile  | Olga Nejedlá            | TJ Gottwaldov                     | 1:04:45                 | +4:02                   |
| 4                             | Jaroslav Kačmarčík      | TJ TŽ Třinec                      | 1:16:24                 | +1:02                   | 4                 | Věra Řádková            | KOS TJ Tesla Brno                 | 1:07:04                 | +6:21                   |
| 5                             | Jaroslav Hořínek        | USK Praha                         | 1:19:19                 | +3:57                   | 5                 | Ivana Uhrová            | OK Jiskra Nový Bor                | 1:07:12                 | +6:29                   |
| 6                             | Petr Uher               | KOB Dobruška                      | 1:20:42                 | +5:20                   | 6                 | Jiřina Gregořicová      | TJ Opava                          | 1:10:42                 | +9:59                   |
| 7                             | Jaroslav Jašek          | VSK VŠB TU Ostrava                | 1:22:17                 | +6:55                   | 7                 | Alica Pašková           | TJ Slávia Farmaceut Bratislava    | 1:13:05                 | +12:22                  |
| 8                             | Martin Telecký          | VŠZ Brno                          | 1:22:22                 | +7:00                   | 8                 | Zuzana Telecká          | VŠZ Brno                          | 1:14:54                 | +14:11                  |
| 9                             | Štefan Máj              | Lučenec                           | 1:24:49                 | +9:27                   | 9                 | Vanda Prysczová         | TJ TŽ Třinec                      | 1:16:30                 | +15:47                  |
| 10                            | Milan Albrecht          | VŠZ Brno                          | 1:24:56                 | +9:34                   | 10                | Marie Rohovská          | Slávia Žilinská univerzita Žilina | 1:18:05                 | +17:22                  |
| Pořadí                        | H19 – junioři           | H19 – junioři                     | H19 – junioři           | H19 – junioři           | Pořadí            | D19 – juniorky          | D19 – juniorky                    | D19 – juniorky          | D19 – juniorky          |
| Zlatá medaile                 | Jaromír Stonawski       | TJ TŽ Třinec                      | 1:04:40                 |                         | Zlatá medaile     | Zdena Strnadlová        | KOB Směr Kroměříž                 | 47:05                   |                         |
| Stříbrná medaile              | Jiří Šumbera            | VŠZ Brno                          | 1:07:35                 | +2:55                   | Stříbrná medaile  | Vladimíra Hudečková     | TJ Tesla Brno                     | 49:35                   | +2:30                   |
| Bronzová medaile              | Peter Polakovič         | Slávia Žilinská univerzita Žilina | 1:08:36                 | +3:56                   | Bronzová medaile  | Anna Coufalíková        | TJ Gottwaldov                     | 53:19                   | +6:14                   |
| Pořadí                        | H17 – starší dorostenci | H17 – starší dorostenci           | H17 – starší dorostenci | H17 – starší dorostenci | Pořadí            | D17 – starší dorostenky | D17 – starší dorostenky           | D17 – starší dorostenky | D17 – starší dorostenky |
| Zlatá medaile                 | Ivan Hertel             | TJ Gottwaldov                     | 51:15                   |                         | Zlatá medaile     | Renata Hošková          | USK Praha                         | 42:34                   |                         |
| Stříbrná medaile              | Jaroslav Piják          | Kysucké Nové Mesto                | 53:21                   | +2:06                   | Stříbrná medaile  | Věra Volfová            | TJ Gottwaldov                     | 44:44                   | +2:10                   |
| Bronzová medaile              | Rostislav Pavelek       | TJ Opava                          | 55:05                   | +3:50                   | Bronzová medaile  | Ada Kuchařová           | TJ Tesla Brno                     | 45:53                   | +3:19                   |
| Pořadí                        | H15 – mladší dorostenci | H15 – mladší dorostenci           | H15 – mladší dorostenci | H15 – mladší dorostenci | Pořadí            | D15 – mladší dorostenky | D15 – mladší dorostenky           | D15 – mladší dorostenky | D15 – mladší dorostenky |
| Zlatá medaile                 | Radek Novotný           | KOS TJ Tesla Brno                 | 39:05                   |                         | Zlatá medaile     | Miroslava Fialová       | TJ Gottwaldov                     | 41:15                   |                         |
| Stříbrná medaile              | Rudolf Štěpánek         | SOOB Spartak Rychnov n.Kn.        | 43:25                   | +4:20                   | Stříbrná medaile  | Blanka Šrámková         | OK Jiskra Nový Bor                | 41:44                   | +0:29                   |
| Bronzová medaile              | Zbyněk Pospíšek         | KOS TJ Tesla Brno                 | 43:30                   | +4:25                   | Bronzová medaile  | Jiřina Macounová        | SK Praga                          | 41:49                   | +0:34                   |
| << předchozí • následující >> |                         |                                   |                         |                         |                   |                         |                                   |                         |                         |

Souhrnné informace naleznete v článku Mistrovství Československa v orientačním běhu na klasické trati.

## Mistrovství ČSSR štafet
| Datum závodu   | 21. 9. 1975    |  | Místo konání    | Rajnochovice - Košovy • aréna |  | Pořadatel       | KOB Směr Kroměříž              |
| Ředitel závodu | Alois Pospíšil |  | Hlavní rozhodčí | Pavel Škopík                  |  | Stavitelé tratí | Zdeněk Úlehla, Jaromír Malcher |
| Název mapy     | U Tří kamenů   |  | Web závodu      |                               |  | Výsledky závodu |                                |

Souhrnné informace naleznete v článku Mistrovství Československa v orientačním běhu štafet.

## Mistrovství ČSSR v nočním OB
| Datum závodu   | 27. 9. 1975   |  | Místo konání    | Lietava       |  | Pořadatel       | Slávia Žilinská univerzita Žilina               |
| Ředitel závodu | Karel Voleský |  | Hlavní rozhodčí | Peter Polónyi |  | Stavitelé tratí | Jozef Gajdošík, Peter Polónyi, Miroslav Nožička |
| Název mapy     | Hôrky         |  | Web závodu      |               |  | Výsledky závodu |                                                 |

| Zkrácené výsledky             | Zkrácené výsledky       | Zkrácené výsledky               | Zkrácené výsledky       | Zkrácené výsledky       | Zkrácené výsledky | Zkrácené výsledky       | Zkrácené výsledky                    | Zkrácené výsledky       | Zkrácené výsledky       |
| Pořadí                        | H21 – muži              | H21 – muži                      | H21 – muži              | H21 – muži              | Pořadí            | D21 – ženy              | D21 – ženy                           | D21 – ženy              | D21 – ženy              |
| ----------------------------- | ----------------------- | ------------------------------- | ----------------------- | ----------------------- | ----------------- | ----------------------- | ------------------------------------ | ----------------------- | ----------------------- |
| Zlatá medaile                 | Oldřich Vlach           | VSK VŠB TU Ostrava              | 1:20:38                 |                         | Zlatá medaile     | Renata Vlachová         | VSK VŠB TU Ostrava                   | 1:10:16                 |                         |
| Stříbrná medaile              | Jiří Cabrnoch           | VSK ČVUT Fakulta Stavební Praha | 1:30:49                 | +10:11                  | Stříbrná medaile  | Vanda Prysczová         | TJ TŽ Třinec                         | 1:13:18                 | +3:02                   |
| Bronzová medaile              | Jaroslav Hořínek        | USK Praha                       | 1:35:33                 | +14:55                  | Bronzová medaile  | Věra Řádková            | TJ Tesla Brno                        | 1:16:19                 | +6:03                   |
| 4                             | Josef Borůvka           | USK Praha                       | 1:37:08                 | +16:30                  | 4                 | Olga Nejedlá            | TJ Gottwaldov                        | 1:19:18                 | +9:02                   |
| 5                             | Jaroslav Kačmarčík      | TJ TŽ Třinec                    | 1:37:43                 | +17:05                  | 5                 | Naděžda Mertová         | TJ Gottwaldov                        | 1:25:19                 | +15:03                  |
| 6                             | Ivan Čech               | Loko Pezinok                    | 1:40:47                 | +20:09                  | 6                 | Ivana Uhrová            | OK Jiskra Nový Bor                   | 1:34:04                 | +23:48                  |
| 7                             | Ludvík Nejedlý          | TJ Gottwaldov                   | 1:49:46                 | +29:08                  | 7                 | Libuše Isopová          | SKOB Slaný                           | 1:41:01                 | +30:45                  |
| 8                             | Bohumil Loveček         | TJ Zbrojovka Vsetín             | 1:52:36                 | +31:58                  | 8                 | Stanislava Řebíčková    |                                      | 1:44:16                 | +34:00                  |
| 9                             | Ondřej Duda             | VSK ČVUT Fakulta Stavební Praha | 1:56:17                 | +35:39                  | 9                 | Anna Handzlová          | TJ TŽ Třinec                         | 1:40:03                 | +29:47                  |
| 10                            | Radovan Bednář          | KOS Slavia Plzeň                | 1:58:13                 | +37:35                  | 10                | Jitka Stará             | Sportovní klub ve Vrbně pod Pradědem | 1:52:24                 | +42:08                  |
| Pořadí                        | H19 – junioři           | H19 – junioři                   | H19 – junioři           | H19 – junioři           | Pořadí            | D19 – juniorky          | D19 – juniorky                       | D19 – juniorky          | D19 – juniorky          |
| Zlatá medaile                 | Jaroslav Stonawski      | TJ TŽ Třinec                    | 1:10:33                 |                         | Zlatá medaile     | Anna Coufalíková        | TJ Gottwaldov                        | 1:17:26                 |                         |
| Stříbrná medaile              | Jiří Šumbera            | VŠZ Brno                        | 1:22:31                 | +11:58                  | Stříbrná medaile  | Blanka Kolajová         | SOB Olomouc (Slávia Olomouc)         | 1:27:20                 | +9:54                   |
| Bronzová medaile              | Jaroslav Rapant         | VŠLD Zvolen                     | 1:30:31                 | +19:58                  | Bronzová medaile  | Jiřina Nováková         | Rudá hvězda Hradec Králové           | 1:37:10                 | +19:44                  |
| Pořadí                        | H17 – starší dorostenci | H17 – starší dorostenci         | H17 – starší dorostenci | H17 – starší dorostenci | Pořadí            | D17 – starší dorostenky | D17 – starší dorostenky              | D17 – starší dorostenky | D17 – starší dorostenky |
| Zlatá medaile                 | Štefan Žigárdy          | TJ Tesla Brno                   | 50:59                   |                         | Zlatá medaile     | Dana Tulková            | TJ Jičín                             | 44:52                   |                         |
| Stříbrná medaile              | Antonín Janů            | TJ Lokomotiva Chomutov          | 55:40                   | +4:41                   | Stříbrná medaile  | Danuta Kowolovská       | TJ TŽ Třinec                         | 45:28                   | +0:36                   |
| Bronzová medaile              | Ivan Hertel             | TJ Gottwaldov                   | 56:56                   | +5:57                   | Bronzová medaile  | Ada Kuchařová           | TJ Tesla Brno                        | 47:05                   | +2:13                   |
| Pořadí                        | H15 – mladší dorostenci | H15 – mladší dorostenci         | H15 – mladší dorostenci | H15 – mladší dorostenci | Pořadí            | D15 – mladší dorostenky | D15 – mladší dorostenky              | D15 – mladší dorostenky | D15 – mladší dorostenky |
| Zlatá medaile                 | Mikuláš Novota          | Iskra Smrečina Banská Bystrica  | 38:24                   |                         | Zlatá medaile     | Blanka Šrámková         | OK Jiskra Nový Bor                   | 33:02                   |                         |
| Stříbrná medaile              | Zbyněk Pospíšek         | TJ Tesla Brno                   | 39:08                   | +0:44                   | Stříbrná medaile  | Eva Nováčková           | OOB TJ Slavoj Ústí nad Labem         | 37:35                   | +4:33                   |
| Bronzová medaile              | Karel Kršák             | TJ Sokol Vizovice               | 40:16                   | +1:52                   | Bronzová medaile  | Dana Brejchová          | KOB Baník Sokolov                    | 41:06                   | +8:04                   |
| << předchozí • následující >> |                         |                                 |                         |                         |                   |                         |                                      |                         |                         |

Souhrnné informace naleznete v článku Mistrovství Československa v nočním orientačním běhu.

## Mistrovství ČSSR na dlouhé trati
| Datum závodu   | 12. 10. 1975    |  | Místo konání    | Bílovice nad Svitavou |  | Pořadatel       | TJ Lokomotiva Ingstav Brno |
| Ředitel závodu | Václav Šauman   |  | Hlavní rozhodčí | Václav Toman          |  | Stavitelé tratí | Jiří Soukup                |
| Název mapy     | Hády + Jančovec |  | Web závodu      |                       |  | Výsledky závodu |                            |

| Zkrácené výsledky             | Zkrácené výsledky  | Zkrácené výsledky   | Zkrácené výsledky | Zkrácené výsledky | Zkrácené výsledky | Zkrácené výsledky | Zkrácené výsledky | Zkrácené výsledky | Zkrácené výsledky |
| Pořadí                        | H21 – muži         | H21 – muži          | H21 – muži        | H21 – muži        | Pořadí            | D21 – ženy        | D21 – ženy        | D21 – ženy        | D21 – ženy        |
| ----------------------------- | ------------------ | ------------------- | ----------------- | ----------------- | ----------------- | ----------------- | ----------------- | ----------------- | ----------------- |
| Zlatá medaile                 | Zdeněk Lenhart     | VŠZ Brno            | 2:36:11           |                   |                   |                   |                   |                   |                   |
| Stříbrná medaile              | Petr Uher          | OK Jiskra Nový Bor  | 2:43:09           | +6:58             |                   |                   |                   |                   |                   |
| Bronzová medaile              | Evžen Cigoš        | VŠZ Brno            | 2:48:16           | +12:05            |                   |                   |                   |                   |                   |
| 4                             | Jaroslav Kačmarčík | TJ TŽ Třinec        | 2:55:20           | +19:09            |                   |                   |                   |                   |                   |
| 5                             | Antonín Mikan      | VŠZ Brno            | 2:55:47           | +19:36            |                   |                   |                   |                   |                   |
| 6                             | Jaroslav Hořínek   | USK Praha           | 2:57:21           | +21:10            |                   |                   |                   |                   |                   |
| 7                             | Jiří Sýkora        | TJ Opava            | 3:06:20           | +30:09            |                   |                   |                   |                   |                   |
| 8                             | Štefan Máj         | Lučenec             | 3:08:18           | +32:07            |                   |                   |                   |                   |                   |
| 9                             | Petr Uhmann        | VSK VŠB TU Ostrava  | 3:09:30           | +33:19            |                   |                   |                   |                   |                   |
| 10                            | Oldřich Pilc       | TJ Lokomotiva Krnov | 3:11:35           | +35:24            |                   |                   |                   |                   |                   |
| << předchozí • následující >> |                    |                     |                   |                   |                   |                   |                   |                   |                   |

Souhrnné informace naleznete v článku Mistrovství Československa v orientačním běhu na dlouhé trati.